# NGC 5281
NGC 5281 est un très jeune amas ouvert situé dans la constellation du Centaure. Il a été découvert par l'astronome français Nicolas-Louis de Lacaille en 1751.
Selon la classification des amas ouverts de Robert Trumpler, cet amas renferme entre 50 et 100 étoiles (lettre p) dont la concentration est forte (I) et dont les magnitudes se répartissent sur un grand intervalle (le chiffre 3),,. Le catalogue Lynga ajoute toute toute fois :b à cette classification, ce qui signifie la présence d'un double amas, sans doute NGC 5269.

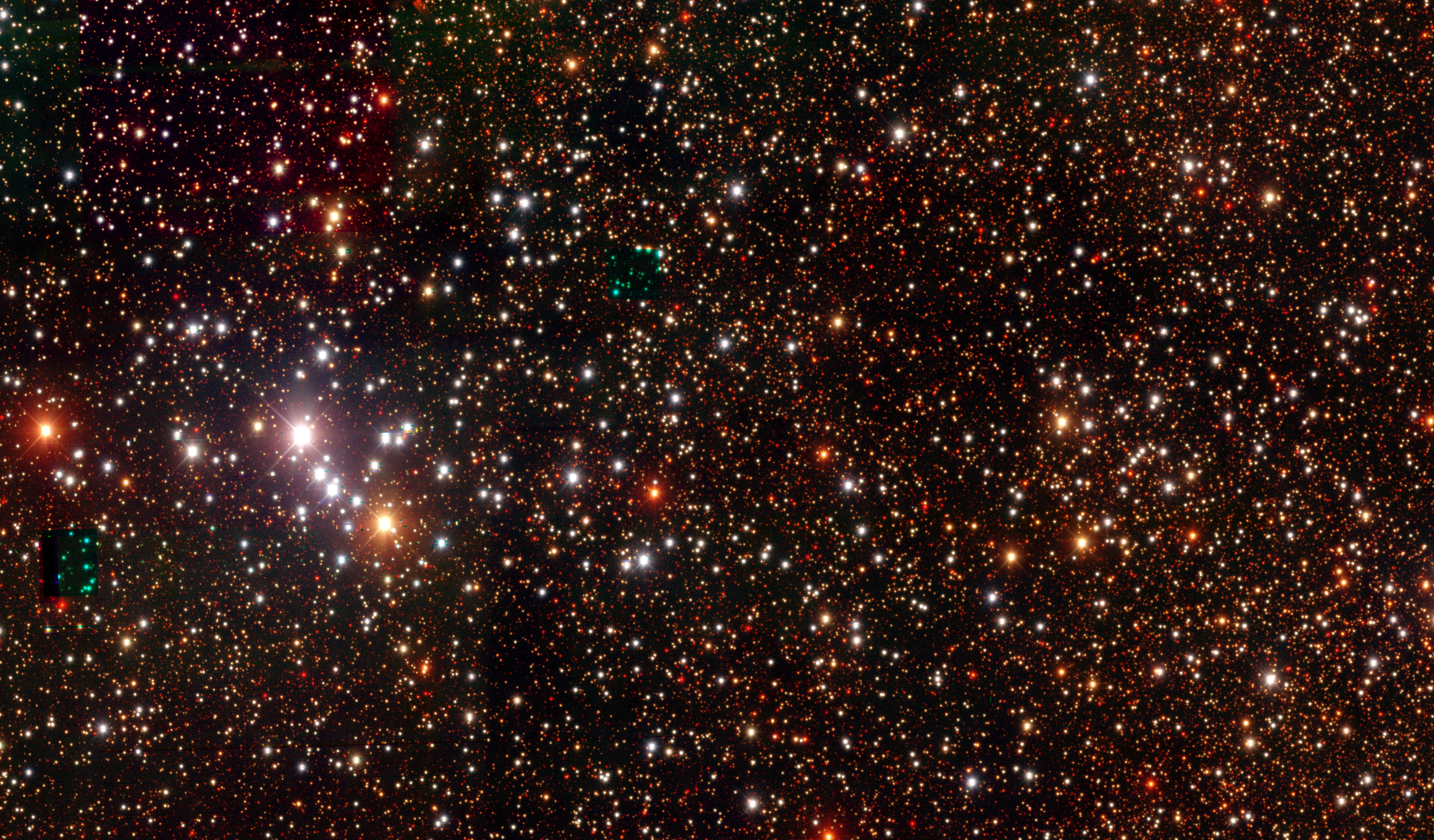
Les amas voisins NGC 5281 et NGC 5269 par le projet « Legacy Surveys DR10 ».

## Observation
Avec une magnitude visuelle de 5,9, on peut observer aisément l'amas avec de petites jumelles.

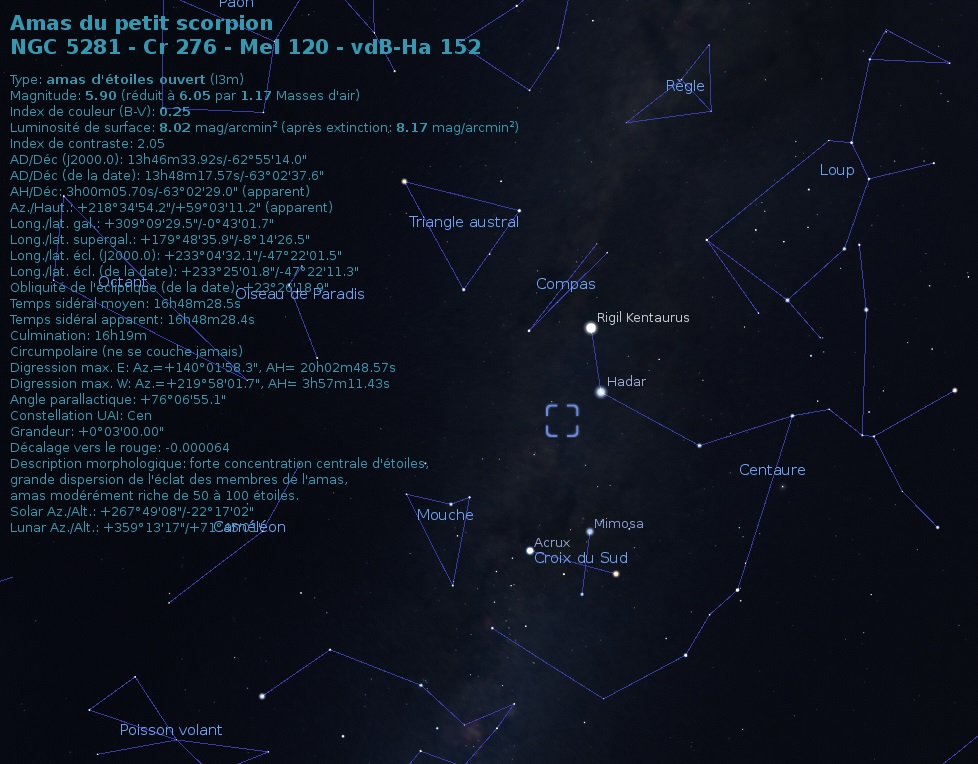
Localisation de NGC 5281 dans la constellation du Centaure. (Stellarium)

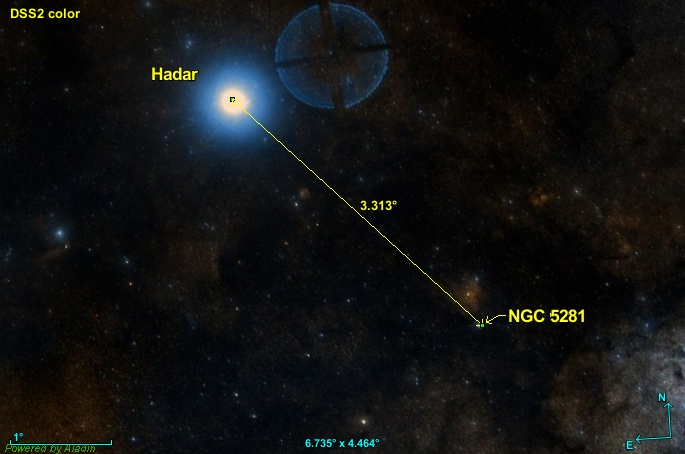
Position de NGC 5281 par rapport une étoile du Centaure.

NGC 5281 est situé à environ 3,3 degrés au sud-ouest de Beta Centauri (Hadar).

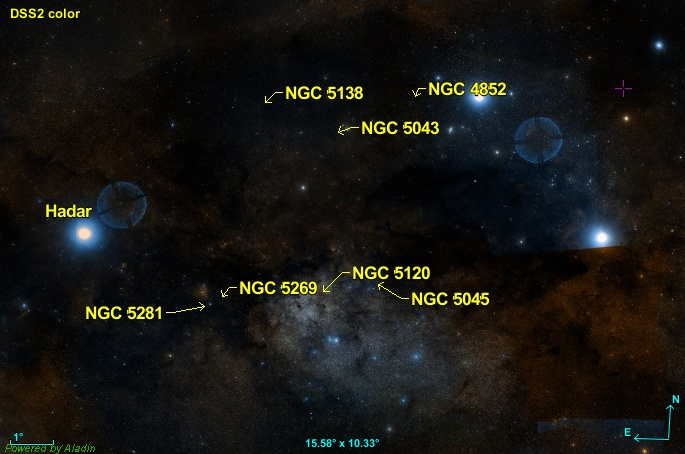
NGC 5281 et ses compagnons

De nombreux autres amas se trouvent dans la même région de la sphère céleste, soit NGC 4852, NGC 5043, NGC 5045, NGC 5120, NGC 5138 et NGC 5269.

## Caractéristiques
Certaines caractéristiques apparaissent sur la base de données Simbad, mais une publication très récente (2023) basée sur les mesures de la parallaxe par le satellite Gaia a permis une mise à jour importante des données. Les données du « GAIA EARLY DATA RELEASE 3 (GAIA EDR3) » ont également permis aux auteurs (Almeida, Monteiro et Dias) de cette publication d'estimer la masse de 773 amas ouverts, dont celle de NGC 5281 qui est de 423 ± 84 {\displaystyle M_{\odot }}.

### Distance
Selon Almeida et ses collègues, cet amas est à 1 461 ± 23 pc du système solaire.
La parallaxe moyenne des étoiles de l'amas a été obtenue des mesures effectuées par le satellite Gaia. Cinq valeurs différentes publiées dans de récents articles (2018 à 2021) sont indiquées sur la base de données Simbad : 0,632 ± 0,015 mas, 0,612 ± 0,038 mas, 0,603 ± 0,043 mas, 0,603 ± 0,005 mas, et 0,603 ± 0,043 mas. La valeur moyenne de la parallaxe est égale à 0,610 6 ± 0,028 8 mas, ce qui correspond à une distance de 1638+81
−74. Cette distance est compatible quoique un peu supérieure à celle proposée par Almeida et ses collègues.

### Taille
Selon les sources, la taille de l'amas est comprise entre 6,9' et 8,0'. Grâce à un calcul simple on peut trouver la taille réelle de l'amas. En utilisant la plus grande taille apparente et la plus grande distance, on obtient la taille réelle maximale soit 11,26 al. De même en utilisant la plus petite taille apparente et la plus petite distance, on obtient la plus petite taille réelle, soit 9,41 al. De ces deux valeurs, on déduit que la taille de l'amas est égale à 10,34 ± 0,92 al.

### Vitesse
Quatre valeurs de la vitesse de l'amas sont indiquées sur Simbad, soit −18,88 ± 0,17 km/s, −18,50 ± 0,75 km/s, −19,100 ± 0,16 km/s et −15,9 ± 13,1 km/s. La moyenne et l'écart-type sont de −18,10 ± 1,48 km/s.

### Métallicité
Simbad indique deux valeurs de la métallicité, soit 0,033 et -0,02. Selon ces valeurs, le pourcentage d'éléments lourds (plus lourd que l'hydrogène et l'hélium) de cet amas serait compris entre 95% (10-0,02) et 108% (100,033) de celui du Soleil.

### Âge
Webda et Lynga indiquent un âge de 14 millions d'années (log10=7,146),. Almeida et ses collègues indiquent log10=7,802 ± 0,091, ce qui correspond à un âge de 63,4+14,8
−12,0 Ma.

### Mouvement propre
Simbad indique sept couples de valeurs pour le mouvement propre de l'amas, sont cinq très semblables, qui proviennent d'articles publiés entre 2014 et 2021. Ces valeurs en ascension droite et en déclinaison sont :
- −4,633 ± 0,088 mas/an et −2,395 ± 0,079 mas/an[12]
- −4,635 ± 0,104 mas/an et −2,395 ± 0,079 mas/an[13]
- −4,628 ± 0,098 mas/an et −2,389 ± 0,097 mas/an[14]
- −4,628 ± 0,014 mas/an et −2,389 ± 0,011 mas/an[15]
- −4,628 ± 0,098 mas/an et −2,389 ± 0,097 mas/an[16]
- −7,291 ± 1,164 mas/an et −2,693 ± 1,202 mas/an[18]
- −3,390 ± 4,070 mas/an et −6,310 ± 4,280 mas/an[18]

Les deux dernières valeurs sont totalement différentes des cinq premières. Le mouvement propre moyen obtenu des cinq premières valeurs en ascension droite et en déclinaison est égal à −4,630 ± 0,080 mas/an et −2,390 ± 0,073 mas/an.

## Étoiles
Simbad montre un bouton nommé Children. En cliquant sur ce bouton, on atteint une section de cette base de données qui renferme un tableau contenant 120 entrées. Une colonne de ce tableau indique la probabilité que l'étoile appartienne à l'amas. En cliquant sur la désignation de l'étoile, on atteint la page de Simbad qui résume ses propriétés.
On peut aussi accéder aux propriétés des étoiles situées dans les environs de NGC 5281 en utilisant sur base de données Simbad la requête de recherche NGC 5281 NUM, où NUM est un nombre allant de 1 à 18. Le tableau ci-dessous montre quelques-unes des propriétés des 18 étoiles. Des 18 étoiles, seules les deux dernières ne font pas partie de l'amas. La distance moyenne des 16 autres est égale à 1 573 ± 81 pc (∼5 130 al), une distance un peu plus petite que celle obtenue de la parallaxe, mais un peu plus grande que celle proposée par Almeida. Les valeurs moyennes du mouvement propre des 16 étoiles en ascension droite et en déclinaison sont de −4,778 ± 0,097 mas/an et −2,324 ± 0,088 mas/an, soit presque les mêmes que celles mentionnées dans la section mouvement propre.
| Num # | Nom         | α                | δ                 | type     | P (mas)         | d (pc)      | μα* (mas/an) | μδ* (mas/an) | mV     | Rem      |
| ----- | ----------- | ---------------- | ----------------- | -------- | --------------- | ----------- | ------------ | ------------ | ------ | -------- |
| #1    | HD 119699   | 13h 46m 36,5898s | -62° 54′ 34,6188″ | AIII     | 0,6415 ± 0,0207 | 1559+52 -49 | -4,810       | -2,294       | 6,59   |          |
| #2    | CD-62 762   | 13h 46m 34,2247s | -62° 55′ 09,7879″ | B9III    | 0,5894 ± 0,0203 | 1697+61 -56 | -4,570       | -2,429       | 8,531  |          |
| #3    | HD 119682   | 13h 46m 32,5710s | -62° 55′ 24,1569″ | B0Ve     | 0,6055 ± 0,0286 | 1652+82 -74 | -4,749       | -2,261       | 7,901  | Be       |
| #4    | NGC 5281 4  | 13h 46m 31,4574s | -62° 56′ 28,1397″ | B8V      | 0,5601 ± 0,0211 | 1785+70 -65 | -4,866       | -2,521       | 11,25  | Var pul  |
| #5    | NGC 5281 5  | 13h 46m 30,5143s | -62° 55′ 57,6343″ |          | 0,6426 ± 0,0248 | 1556+62 -58 | -4,745       | -2,469       | 11,48  |          |
| #6    | CPD-62 3561 | 13h 46m 29,3552s | -62° 55′ 34,6359″ | B4V      | 0,663 ± 0,0292  | 1508+69 -64 | -4,811       | -2,384       | 11,480 |          |
| #8    | CPD-62 3558 | 13h 46m 25,4170s | -62° 54′ 38,2435″ | B7V      | 0,6443 ± 0,0169 | 1552 ± 42   | -4,746       | -2,298       | 10,04  |          |
| #9    | NGC 5281 9  | 13h 46m 23,6353s | -62° 54′ 39,5673″ | B8V      | 0,6317 ± 0,0192 | 1583+50 -47 | -4,731       | -2,273       | 10,813 |          |
| #10   | CPD-62 3557 | 13h 46m 22,5043s | -62° 54′ 28,2169″ | B8V      | 0,6751 ± 0,0155 | 1481 ± 35   | -4,680       | -2,262       | 10,58  |          |
| #11   | CPD-62 3559 | 13h 46m 25,6586s | -62° 55′ 55,6280″ | K2II/III | 0,6802 ± 0,0171 | 1470 ± 38   | -4,841       | -2,286       | 8,38   | Bin/spec |
| #12   | CPD-62 3569 | 13h 46m 36,7253s | -62° 55′ 43,1330″ |          | 0,6355 ± 0,0300 | 1574+78 -71 | -4,817       | -2,200       | 10,43  |          |
| #14   | CPD-62 3567 | 13h 46m 33,7220s | -62° 53′ 21,5028″ |          | 0,6091 ± 0,0332 | 1642+95 -85 | -4,708       | -2,217       | 10,12  |          |
| #15   | NGC 5606 15 | 13h 46m 27,4766s | -62° 53′ 51,4684″ |          | 0,6586 ± 0,029  | 1518+70 -64 | -4,773       | -2,351       | 12,80  |          |
| #16   | NGC 5606 16 | 13h 46m 32,1035s | -62° 53′ 48,8002″ |          | 0,6468 ± 0,0135 | 1546 ± 33   | -5,032       | -2,381       | 13,301 |          |
| #17   | CPD-62 3555 | 13h 46m 17,6951s | -62° 55′ 07,0982″ |          | 0,6618 ± 0,0187 | 1511 ± 44   | -4,845       | -2,314       | 10,68  | Em       |
| #18   | CPD-62 3554 | 13h 46m 18,0981s | -62° 56′ 13,7404″ |          | 0,6524 ± 0,0217 | 1533+53 -49 | -4,730       | -2,245       | 11,28  |          |
| #7    | CPD-62 3560 | 13h 46m 26,9664s | -62° 55′ 02,0717″ |          | 2,9793 ± 0,0175 | 336 ± 2     | -19,258      | -17,835      | Nm     |          |
| #13   | NGC 5606 13 | 13h 46m 42,4273s | -62° 54′ 25,6663″ |          | 0,5004 ± 0,0131 | 1998+54 -51 | -3,640       | -2,264       | Nm     |          |

- Be = Étoile Be
- Var pul = Variable pulsante
- Bin/spec = Binaire spectroscopique
- Em = Galaxie présentant un spectre d'émission
- Nm = Non membre

Simbad montre aussi un bouton nommé Children. En cliquant sur ce bouton, on atteint une section de cette base de données qui renferme un tableau contenant 120 entrées pour NGC 5281. Cependant, des étoiles (les Children) peuvent apparaître plusieurs fois dans la deuxième colonne du tableau, d'où le nombre de liens bibliographiques qui est supérieure au nombre d'étoiles. La quatrième colonne de ce tableau indique la probabilité que l'étoile appartienne à l'amas. En cliquant sur le titre de cette colonne, on peut classer la probabilité par ordre croissant ou décroissant. En cliquant sur la désignation de l'étoile, on atteint la page de Simbad qui résume ses propriétés.